# Jeep FJ
Der Jeep FJ-3 Fleetvan war ein kompakter Lieferwagen, der von Kaiser-Jeep von 1961 bis 1965 hergestellt wurde. Er basierte auf dem DJ-3A, war aber mit dem Willys Hurricane F-134 - Motor ausgestattet. Es gab zwei Modelle, den FJ-3 und den längeren FJ-3A. Das Leergewicht wird mit 1812 kg angegeben. Zur Grundausstattung gehörte jeweils ein manuelles Borg-Warner T90-Dreiganggetriebe. Eine Borg-Warner-Automatik wurde gegen Aufpreis angeboten.
Rechtsgelenkte FJ-3 wurden für die US-amerikanische Post hergestellt. Die meisten hatten horizontale Kühlergrillstreben im Unterschied zu den sieben vertikalen, wie man sie bei den Standardmodellen fand.
1965 wurde ein FJ-6-Modell für die Post eingeführt, das schließlich 1975 durch den FJ-9 ersetzt wurde.